# Вандал (танкер)

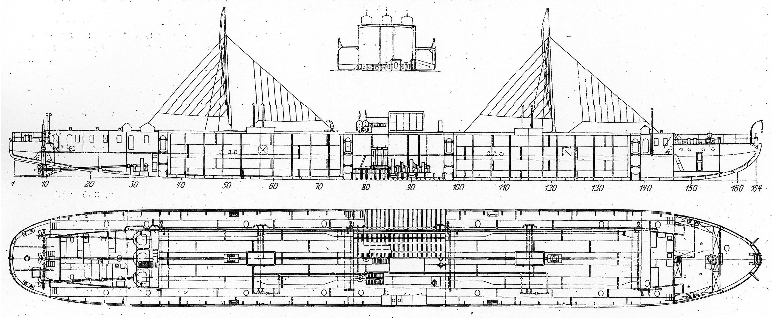
Чертёж «Вандала».

«Вандал» — российское речное нефтеналивное судно (танкер). 
«Вандал», построенный в 1903 году был первым речным танкер-теплоходом, и, одновременно, дизель-электроходом, в мире. Он, как и другие суда этой серии («Сармат» и «Скиф») успешно прошли Интервенцию, Гражданскую и Великую Отечественную войны, а затем были сданы на слом, несмотря на протесты историков, речников и нефтяников.

## История
Перевозку нефти и нефтепродуктов наливом в баржах и на судах предложил Д. И. Менделеев русский учёный, и в то время этот способ получил название менделеевский и был подхвачен во всем мире.
В конце XIX века работавший на машиностроительном заводе «Людвиг Нобель» шведский инженер Антон Карлсунд проинформировал своего работодателя о публикации Рудольфом Дизелем книги, в которой он описывал изобретённый им новый тип двигателя внутреннего сгорания (который позднее стали называть дизелем в честь изобретателя).
Нобели, занимавшиеся разработками нефтяных месторождений, заинтересовались новым изобретением, и уже в 1898 году ими был приобретён патент на двадцатисильный дизельный двигатель.
В течение последующих лет инженеры фирмы Нобелей работали над улучшением дизельного двигателя. К 1902 году им удалось разработать двигатель, пригодный к использованию на судах, и в России и мире, появился новый вид — моторные суда, позднее названых теплоходы.
Постройка первых теплоходов в мире началась в 1902 году на Сормовском заводе в Нижнем Новгороде. Товариществом «Бранобель» было заказано сразу три однотипных судна — «Вандал», «Сармат» и «Скиф». Эти суда являлись танкерами, предназначавшимися для перевозки нефти из Рыбинска в Санкт-Петербург. Размеры корпуса были приняты с учётом ограничений Мариинской системы. Прочный корпус позволял этим судам ходить по Онежскому и Ладожскому озёрам.
Первым из трёх судов построен был «Вандал». В 1903 году корпус судна был отбуксирован в Санкт-Петербург, где на него были установлены двигатели.
Судовая двигательная установка показала себя хорошо во время испытаний, но в первом же рейсе «Вандал» стал жертвой аварии. После ремонта «Вандал» проработал на Волге ещё десять лет. Однотипный «Сармат», который также вступил в эксплуатацию в 1903 году, проработал до 1923 года. Корпус теплохода «Сармат» в очень приличном состоянии находился до конца 1970-х годов на правом берегу р. Оки в городской черте Горького (Н. Новгорода) и использовался для нужд стоянки маломерного флота. Впоследствии, по всей видимости, был разрезан на металлолом.
Благодаря положительному опыту, полученному в ходе эксплуатации первых теплоходов в России начало быстро развиваться теплоходостроение. К 1914 году в Российской империи работало уже около двухсот теплоходов. По этому показателю Россия заметно опередила другие государства мира, где первые теплоходы начали строить только в 1911 году (в Германской империи) и в 1912 году (в Великобритании и Дании)

## Конструкция и устройство
Двигательная установка «Вандала» состояла из трёх трёхцилиндровых четырёхтактных компрессорных дизельных двигателей мощностью по 120 л.с. каждый, и электрической передачи. Первые дизели были нереверсивными, но благодаря реверсу в электрической передаче судно могло двигаться задним ходом. Также электрическая передача обеспечивала высокую манёвренность, так как можно было плавно регулировать скорость судна, однако при передаче терялось 15 % мощности дизельного двигателя. Электрическая передача состояла из трёх электрогенераторов и трёх электродвигателей, которые приводили в движение три гребных винта.
На построенном позднее «Сармате», передачу изменили по системе инженера завода Нобеля Дель-Пропосто. Суть решения заключалось в том, что на одной оси с коленчатым валом каждого дизеля располагался генератор, затем фрикционная разъемная муфта, электродвигатель и гребной винт. На переднем ходу работала механическая передача через фрикционную муфту, которая замыкалась, электрический привод при этом не работал, а электродвигатель с генератором свободно вращались на валу как маховики. На заднем ходу муфта размыкалась и часть вала с гребным винтом начинала вращаться в другую сторону посредством электропривода.
Размеры «Вандала» — 74,5 метра в длину и 9,5 метра в ширину. Судно брало на борт 820 тонн груза и развивало скорость в 13 км/ч. Корпус плоскодонный, машинное отделение располагалось посередине корпуса, ёмкости для нефти размещались спереди и сзади от машинного отделения.